# Stade Anghel-Iordănescu
Le stade Anghel Iordănescu (anciennement Niță Pintea) est un stade à Voluntari en Roumanie. Le stade est actuellement utilisé par le club de football Fotbal Club Voluntari. Il a une capacité maximale de 4 600 places.